# Demonstrations in Chaos
Control and Resistance är ett samlingsalbum av det amerikanska progressiv metal-bandet Watchtower, utgivet 2002 av skivbolaget Monster Records. Albumet innehåller inspelningar från 1983 till 1987.

## Låtlista
1. "Meltdown" (demo) – 4:03
2. "Asylum" (demo) – 4:00
3. "Argonne Forest" (demo) – 4:52
4. "Social Fears" (demo) – 4:43
5. "Tyrants in Distress" (demo) – 6:00
6. "Energetic Disassembly" (demo) – 5:21
7. "Cimmerian Shadows" (demo) – 6:44
8. "The Eldritch" (demo version) (demo) – 3:10
9. "Instruments of Random Murder" (demo) – 3:50
10. "Hidden Instincts" (demo) – 4:43
11. "The Fall of Reason" (demo) – 6:55
12. "Control and Resistance" (repetition) – 7:02
13. "Cathode Ray Window" (repetition) – 6:06
14. "Ballad Assassin" (live) – 4:12
15. "Meltdown" (demo) – 3:58

Text: Billy White (spår 8, 9, 11–14), Doug Keyser (spår 1–7, 13, 15)

Musik: Billy White (spår 1–9, 11–13, 15), Doug Keyser (spår 8–13), Rick Shreves (spår 1–7, 15)

## Medverkande
Musiker (Watchtower-medlemmar)
- Jason McMaster – sång
- Billy White – gitarr (spår 1–7, 12–15)
- Ron Jarzombek – gitarr (spår 8–11)
- Doug Keyser – basgitarr
- Rick Colaluca – trummor

Produktion
- Dennis Bergeron, Jason McMaster, Phil Baker – exekutiv producent
- Bob O'Neil – ljudtekniker, ljudmix (spår 1–7)
- Rick Shreves – ljudtekniker (spår 1–7, 15), ljudmix (spår 1–7)
- Fred Remmert – ljudtekniker, ljudmix (spår 8, 9)
- Ron Jarzombek – ljudtekniker, ljudmix (spår 10, 11)
- Dennis Bergeron – omslagsdesign
- Richard Peters – omslagskonst